# تيد توماس
تيد توماس (بالإنجليزية: Edmund Thomas)‏ هو قاضي ومحامي نيوزيلندي، ولد في 1934.